# Стерлинг, Брюс
Брюс Сте́рлинг (англ. Bruce Sterling; род. 14 апреля 1954, Браунсвилл, Техас) — американский писатель-фантаст, журналист и литературовед. Пишет в стиле киберпанк. Известность получил благодаря газетным репортажам о хакерах. Автор цикла крупных и малых произведений, в том числе романа Схизматрица, о затяжном конфликте двух группировок, известных в будущем как «шейперы» и «механисты». Соавтор У. Гибсона и Р. Рюкера. Литературная деятельность Гибсона и Стерлинга обеспечила киберпанку и стимпанку особое положение в сфере научно-фантастической литературы.

## Произведения

### Романы
| Год  | Тип   | Русское название             | Оригинальное название |
| ---- | ----- | ---------------------------- | --------------------- |
| 1977 | роман | Океан инволюции              | Involution Ocean      |
| 1980 | роман | Искусственный ребенок        | The Artificial Kid    |
| 1985 | роман | Схизматрица                  | Schismatrix           |
| 1988 | роман | Острова в сети               | Islands in the Net    |
| 1990 | роман | Машина различий              | The Difference Engine |
| 1994 | роман | Дурная погода (Бич небесный) | The Heavy Weather     |
| 1996 | роман | Священный огонь              | Holy Fire             |
| 1998 | роман | Распад                       | Distraction           |
| 2000 | роман | Дух времени                  | Zeitgeist             |
| 2004 | роман | Зенитный угол                | The Zenith Angle      |

### Повести и рассказы
- 1976 Man-Made Self
- 1982 Паучиная Роза / Spider Rose [= Роза — Паучиха]
- 1982 Рой / Swarm
- 1983 Красная звезда, орбита зимы / Red Star, Winter Orbit // соавтор: Уильям Гибсон
- 1983 Spook
- 1983 Царица цикад / Cicada Queen
- 1984 Telliamed
- 1984 Двадцать страничек прошлого / Twenty Evocations [= Life in the Mechanist/Shaper Era:20 Evocations]
- 1984 Глубинные сады / Sunken Gardens
- 1985 Моцарт в зеркальных очках / Mozart in Mirrorshades // соавтор: Льюис Шайнер
- 1985 The Compassionate, the Digital
- 1985 Storming the Cosmos // соавтор: Руди Рюкер
- 1985 Ужин в Одогасте / Dinner in Audoghast
- 1985 Green Days in Brunei
- 1985 The Unfolding // соавтор: Джон Ширли
- 1986 The Beautiful and the Sublime
- 1987 Flowers of Edo
- 1987 Маленький волшебный магазинчик / The Little Magic Shop
- 1988 The Gulf Wars
- 1988 Наш нейронный Чернобыль / Our Neural Chernobyl
- 1989 Дори Бэнгс / Dori Bangs
- 1989 Мы смотрим на вещи по-иному / We See Things Differently
- 1990 The Sword of Damocles
- 1990 The Shores of Bohemia
- 1990 Hollywood Kremlin
- 1990 Ангел Голиада / The Angel of Goliad // соавтор: Уильям Гибсон [включён в роман «Машина различий»]
- 1990 Latter-Day Martian Chronicles
- 1990 Endangered Species
- 1990 How We Won the War on Drugs // соавтор: Льюис Шайнер
- 1991 Джим и Айрен / Jim and Irene
- 1991 Пуля, начиненная гуманизмом / The Moral Bullet // соавтор: Джон Кэссел
- 1991 Непредставимое / The Unthinkable
- 1992 Are You For 86?
- 1993 Memo from Turner
- 1999 Старомодное будущее / A Good Old-fashioned Future (сборник рассказов) М.:АСТ, 2003
  - 1993 Глубокий Эдди / Deep Eddy
  - 1993 Священная корова / Sacred Cow
  - 1994 Жирный пузырь удачи / Big Jelly // соавтор: Руди Рюкер
  - 1996 Велосипедный мастер / Bicycle Repairman
  - 1996 Последний шакальчик / The Littlest Jackal
  - 1997 Манеки-Неко / Maneki Neko
  - 1998 Такламакан / Taklamakan
- 2001 Homo Sapiens объявлен вымершим / A.D.2380: Homo Sapiens Declared Extinct
- 2001 The Scab’s Progress // соавтор: Пол Ди Филиппо
- 2001 User-Centric
- 2002 In Paradise
- 2003 Junk DNA // соавтор: Руди Рюкер
- 2003 Latter Days of the Law // соавтор: Ховард Уолдроп
- 2005 Очередное задание
- 2009 The caryatids

### Документальная литература
- 1992 The Hacker Crackdown: Law and Disorder on the Electronic Frontier
- 2002 Будущее уже началось. Что ждёт каждого из нас в XXI веке? (Tomorrow Now: Envisioning the next fifty years) М.:У-Фактория, 2005
- 2005 Shaping Things

## Экранизации
- 2022 Любовь, смерть и роботы (телесериал, эпизод «Рой» по одноимённому рассказу)[2]
- 2025 Любовь, смерть и роботы (телесериал, эпизод «Паучья Роза» по одноимённому рассказу)

## Награды
Премия Хьюго:
- 1997, «Велосипедный мастер» (Bicycle Repairman) в категории «Лучшая короткая повесть»
- 1999, «Такламакан» (Taklamakan) в категории «Лучшая короткая повесть»

Премия Артура Кларка:
- 2000, «Распад» (Distraction) — лучший научно-фантастический роман

Мемориальная Премия Джона Кэмпбелла:
- 1989, «Острова в сети» — лучший научно-фантастический роман[3]

### Комментарии
1. ↑  в соавторстве с Уильямом Гибсоном